# Мечётинская
Мечётинская — станица в Зерноградском районе Ростовской области России.
Административный центр Мечётинского сельского поселения.

## География
Станица расположена в Сальских степях, в 90 км от Ростова-на-Дону. Площадь её территории — 12,36 км².
Через станицу проходит железнодорожная линия Батайск — Сальск, на которой расположена железнодорожная станция Мечётинская, входящая в состав Ростовского региона Северо-Кавказской железной дороги.

## История

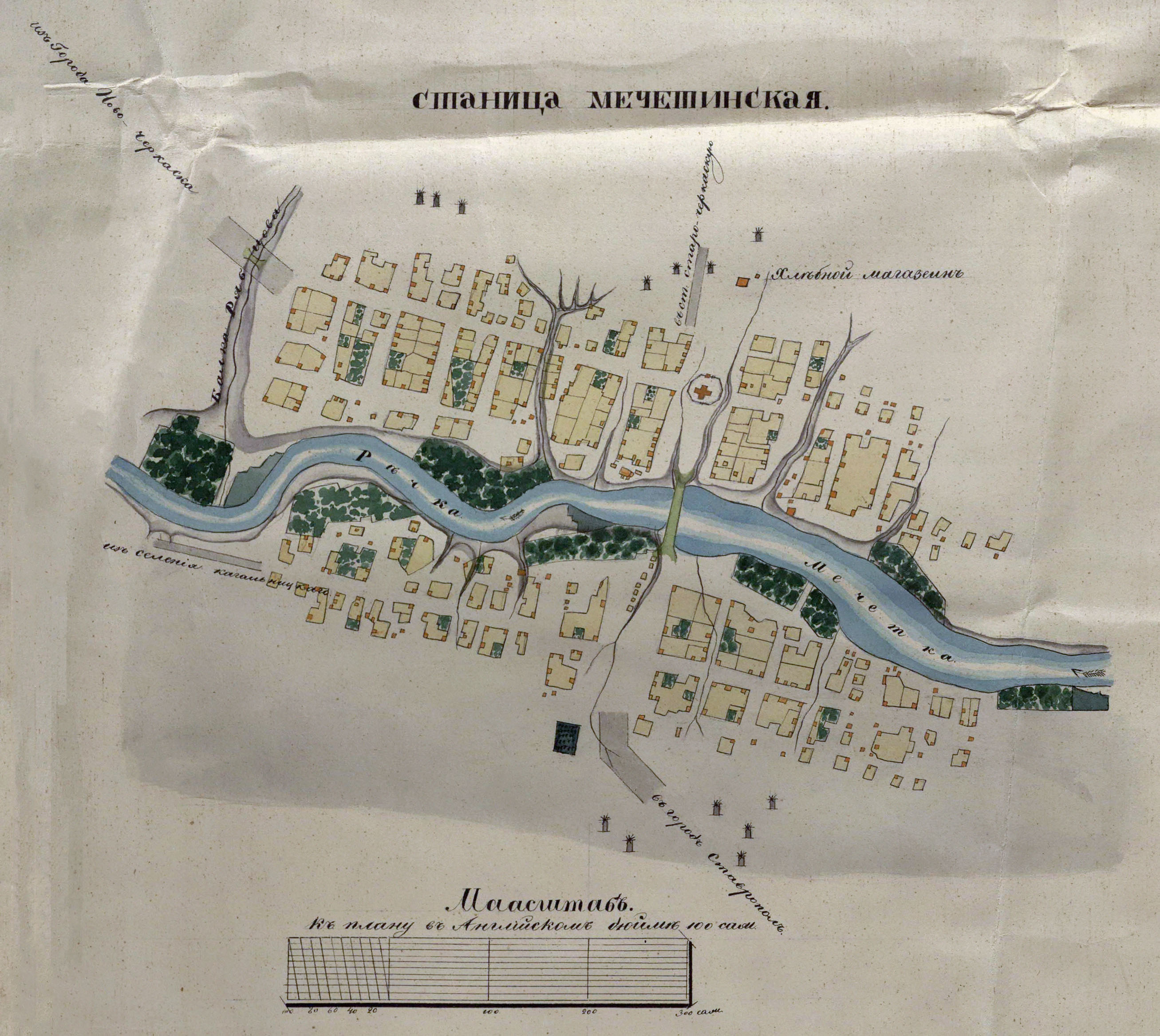
Геометрический план станицы Мечётинской, 1846 г.

Во время второго Кубанского похода, в июне 1918, в станице Мечётинской умер генерального штаба генерал-лейтенант Сергей Леонидович Марков, один из лидеров Белого движения на Юге России и организаторов Добровольческой армии.
С 1924 по 1960 годы станица была районным центром упразднённого Мечётинского района Ростовской области.
В сентябре 1960 года район был упразднён и вместо него был образован Зерноградский район Ростовской области и райцентр был перенесен из Мечётинской в Зерноград.
На данный момент станица является вторым по площади и по населению населенным пунктом Зерноградского района. Станица Мечетинская — старейший населенный пункт Зерноградского района.

## Население
| 1959  | 1979  | 2002  | 2010  | 2012  | 2013  | 2014  |
| ----- | ----- | ----- | ----- | ----- | ----- | ----- |
| 7335  | ↗7728 | ↘6527 | ↗7194 | ↘7046 | ↘6921 | ↘6833 |
| 2015  | 2016  | 2017  | 2018  | 2019  | 2020  | 2021  |
| ↘6708 | ↘6622 | ↘6576 | ↘6559 | ↘6531 | ↘6468 | ↘6433 |

## Экономика

Мечетинский элеватор один из крупнейших в Ростовской области

В станице Мечётинской расположен крупнейший в Ростовской области элеватор, с полным комплексом технологического оборудования и зерноскладами, общей емкостью 232 тыс. тонн.
А также:
- Мечётинский элеватор
- Мечётинский рыбхоз
- СХП Мечётинское
- Мечётинская инкубаторная станция
- Мечётинский кирпичный завод
- Сельхозпредприятие имени В. О. Мацкевич

## Люди, связанные со станицей
В станице Мечётинской родились
- Верхошанский, Геннадий Дмитриевич — Герой Советского Союза,
- Токарев, Фёдор Васильевич — конструктор-оружейник.
- Дорошенко, Пётр Емельянович — советский партийный и государственный деятель.

В станице жили
- Калюжный, Николай Гаврилович — Герой Советского Союза,
- Сулёв, Виктор Александрович — Герой Советского Союза,
- Примеров, Борис Терентьевич — поэт,
- Шаповалов, Карп Гаврилович — Герой Социалистического Труда (комбайнер).
- Артюхов, Пётр Дмитриевич — повторил подвиг Александра Матросова, закрыл своим телом амбразуру.

## Галерея

Стела с годом основания станицы
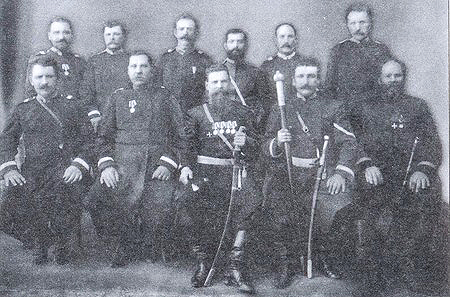
Казаки Войска Донского станицы Мечетинской Черкасского округа
Дом, в котором в 1871 году родился и жил до 1882 года учёный-конструктор Ф. В. Токарев (станица Мечетинская, ул. Калинина, 1)
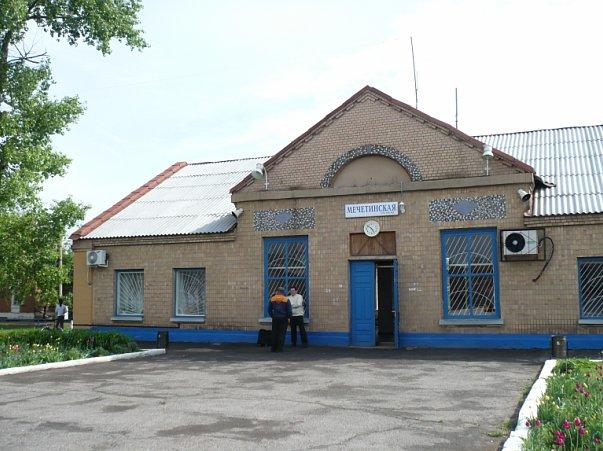
Железнодорожная станция Мечетинская СКЖД
Закат на берегу реки Мечетка
Памятник солдатам, погибшим в Великой Отечественной войне
Мемориальные доски на фасаде мечетинской школы с именами Героев Советского Союза Верхошанского, Калюжного и Сулева
Памятник «Скорбящая Мать» в станице Мечетинской
Мечетинский дом культуры
Мечетинская средняя школа № 5
Мечетинская больница